# Гришин, Михаил Михайлович
Михаил Михайлович Гришин (29 сентября 1891 года, село Джалга, Ставропольская губерния — 3 апреля 1979 года, Москва) — советский учёный в области гидротехники, доктор технических наук (1941), заслуженный деятель науки и техники РСФСР (1957), профессор МИСИ.

## Биография
Михаил Михайлович Гришин родился 29 сентября 1891 года в селе Джалга Ставропольской губернии.
В 1916 году Гришин окончил Петербургский институт инженеров путей сообщения, получив диплом инженера-гидростроителя.
Начал работать проектировщиком в Управлении внутренних водных путей МПС.
В 1918 году возглавил изыскательские работы по проектированию Волго-Донского судоходного пути.
С 1923 года руководил изысканиями и проектированием судоходных путей на Дону, Кубани и Куме, с 1934 — проектом Камышинского гидроузла на Волге.
13 сентября 1940 г. был подписан приказ НКВД СССР № 001159 «Об организации Главного управления лагерей гидротехнического строительства НКВД СССР» (Главгидрострой), где Михаил Михайлович получил должность начальника и главного инженера Московского проектного управления Главгидростроя (ныне Гидропроект им. С. Я. Жука). Он был назначен руководителем проектного сектора крупнейшего на Волге Куйбышевского гидроузла, а затем ему было поручено проектирование гидроузла на р. Клязьме.
В 1942 году ему поручили руководство проектов восстановления Беломорско-Балтийского канала и реконструкции Московской водной системы.
Наряду с научной и производственной работой Гришин много времени посвятил педагогической деятельности.

## Научно-преподавательская работа
В 1920 году Михаил Михайлович начал преподавательскую карьеру как лектор, доцент кафедры гидротехнических сооружений Донского политехнического института, стал профессором этой кафедры.
В 1930 году при создании Северо-Кавказского института водного хозяйства и мелиорации стал заместителем директора по учебно-научной части и возглавил кафедру гидротехнических сооружений.
В 1931 году выдержал конкурс на должность заведующего кафедрой гидротехнических сооружений в Московском высшем строительном институте, где в 1934 году стал деканом гидротехнического факультета. Работал в этой должности до 1937 года, затем вновь в 1950-51 годах, в 1951-56 годах был заместителем ректора по научной работе.
М. М. Гришин подготовил более 30 кандидатов и 7 докторов наук, воспитал целую когорту гидростроителей СССР. Среди его учеников — доктор технических наук А. Н. Марчук, начальник строительства Чебоксарской ГЭС Николай Михайлов, строитель Братской, Усть-Илимской, Богучанской ГЭС Аркадий Морозов, начальник главка Алексей Грабар, начальник Зеягэсстроя, Герой Социалистического Труда Алексей Шохин, руководители Братскгэсстроя в разные годы Леонид Яценко, Анатолий Закопырин, Феликс Каган, руководитель стройиндустрии Минэнерго СССР Анатолий Поплавский.
М. М. Гришин является автором более 100 научных публикаций, в том числе базового учебника «Гидротехнические сооружения».

## Награды
- Орден Ленина;
- Орден Трудового Красного Знамени;
- Орден «Знак Почёта»;
- Орден «Святые Кирилл и Мефодий» I степени;
- Медали.

В 1957 году ему присвоено почётное звание Заслуженный деятель науки и техники РСФСР.